# Thomas Lövkvist
Thomas Lövkvist (Visby, Suecia, 4 de abril de 1984) es un ciclista sueco que fue profesional entre 2004 y 2014.

## Biografía
Debutó como profesional en la temporada 2004 con el equipo Française des Jeux.
El 29 de agosto de 2014 anunció su retirada del ciclismo tras once temporadas como profesional y con 30 años de edad por motivos de salud, diagnosticándosele una fatiga crónica. Su última carrera fue el Giro de Lombardía. Tras su retirada se convirtió en director deportivo del conjunto continental sueco Team Tre Berg-Bianchi.

## Palmarés
| 2003 - 3.º en el Campeonato de Suecia en Ruta - 3.º en el Campeonato de Suecia Contrarreloj 2004 - Circuito de La Sarthe, más 1 etapa - 1 etapa del Tour del Porvenir - Campeonato de Suecia Contrarreloj 2006 - Campeonato de Suecia en Ruta - 2.º en el Campeonato de Suecia Contrarreloj 2007 - 1 etapa del Critérium Internacional | 2008 - 3.º en el Campeonato de Suecia Contrarreloj - 3.º en el Campeonato de Suecia en Ruta 2009 - Montepaschi Strade Bianche - 1 etapa del Sachsen Tour 2011 - 2.º en el Campeonato de Suecia Contrarreloj 2013 - Tour del Mediterráneo - 3.º en el Campeonato de Suecia Contrarreloj |

## Resultados en Grandes Vueltas y Campeonatos del Mundo
| Carrera              | Carrera              | 2004 | 2005 | 2006 | 2007 | 2008 | 2009 | 2010 | 2011 | 2012  | 2013 | 2014 |
| -------------------- | -------------------- | ---- | ---- | ---- | ---- | ---- | ---- | ---- | ---- | ----- | ---- | ---- |
|                      | Giro de Italia       | —    | —    | —    | —    | —    | 25.º | —    | 20.º | —     | —    | —    |
|                      | Tour de Francia      | —    | 61.º | 62.º | 64.º | 39.º | —    | 16.º | —    | —     | —    | —    |
|                      | Vuelta a España      | —    | —    | —    | 54.º | —    | —    | Ab.  | 52.º | —     | —    | —    |
| Mundial en Ruta      | Mundial en Ruta      | —    | 76.º | —    | 31.º | 12.º | 33.º | —    | 39.º | 112.º | 46.º | —    |
| Mundial Contrarreloj | Mundial Contrarreloj | —    | 46.º | 29.º | —    | —    | —    | —    | —    | —     | —    | —    |

—: no participa

Ab.: abandono

## Equipos
- Française des Jeux (2004-2007)
- Team Columbia (2008-2009)
- Sky Procycling (2010-2012)
- IAM Cycling (2013-2014)